# Jonathan Kasibabu
Jonathan Kasibabu (nacido el 24 de abril de 1996 en Kisangani, República Democrática del Congo) más conocido como Kasibabu, es un jugador de baloncesto congoleño. Con 2,04 de estatura, su puesto natural en la cancha es la de ala-pívot y pertenece a la plantilla del Baloncesto Fuenlabrada de la Primera FEB. 

## Trayectoria deportiva
Kasibasu se formó en las categorías inferiores del Canterbury, hasta que en 2012, ingresó en la cantera del Real Madrid Baloncesto para jugar en categoría junior, en el que estuvo desde 2012 a 2014.
En la temporada 2014-15, se marcha a Estados Unidos para formar parte de la Westtown School en West Chester (Pensilvania). En 2015, ingresa en la Universidad de Fairfield situada en Fairfield, Connecticut para jugar durante cuatro temporadas la NCAA con los Fairfield Stags desde 2015 a 2019.
Tras no ser drafteado en 2019, en la temporada 2019-20 firma por los Long Island Nets de la NBA G League.
En la temporada 2020-21, firma por los Austin Spurs, también de la NBA G League.
En la temporada 2021-22, regresa a Europa para jugar en el Hermine Nantes Atlantique de la LNB Pro B, la segunda división francesa.
El 15 de agosto de 2022, firma por el Breogán Lugo de la Liga Endesa.
El 18 de diciembre de 2022, firma por el Palencia Baloncesto de la Liga LEB Oro.
El 29 de julio de 2023, firma por el San Pablo Burgos de la Liga LEB Oro.
El 7 de agosto de 2024, firma por el Real Betis Baloncesto de la Liga LEB Oro.
El 20 de agosto de 2025, firma por el Baloncesto Fuenlabrada de la Primera FEB.

### Selección nacional
En 2017, hace su debut con la Selección de baloncesto de la República Democrática del Congo.